# Dolores Millares Cubas
María de los Dolores Francisca Millares Cubas (Las Palmas de Gran Canaria, Gran Canaria, 17 de septiembre de 1852 - 26 de mayo de 1880) fue una poetisa, pianista y pintora grancanaria desconocida hasta 2005, cuando fue rescatada de las páginas de El Museo Canario (por la investigadora Myriam Álvarez Martínez) puesto que no había publicado ningún trabajo propio en vida. Estos trabajos fueron atesorados por Lola de la Torre, nieta de Dolores.

## Biografía
Hija del novelista, compositor, escritor, profesor e historiador canario de renombre Agustín Millares Torres y de la poetisa Encarnación Cubas Báez, nació en el barrio de Vegueta de Las Palmas de Gran Canaria. De sus primeros años se conoce su formación en ciencia y artes, por parte de sus progenitores, la escritura, a sus 10 años, de pequeños escritos y narraciones; y los conciertos dados a sus solo 13 años, en los que cantaba y tocaba el piano ante un gran público, con ayuda de su padre. Su primera actuación fue dada en el Gabinete Literario, con la organización de esta por su padre, interpretando el solo de un Miserere del mismo durante la Semana Santa de 1866. También fue su participación como cantante solista en el concierto organizado a beneficio de las víctimas de la Guerra Civil celebrado en el Teatro Cairasco de Las Palmas de Gran Canaria, en 1874, un acontecimiento importante de la carrera de la cantante.

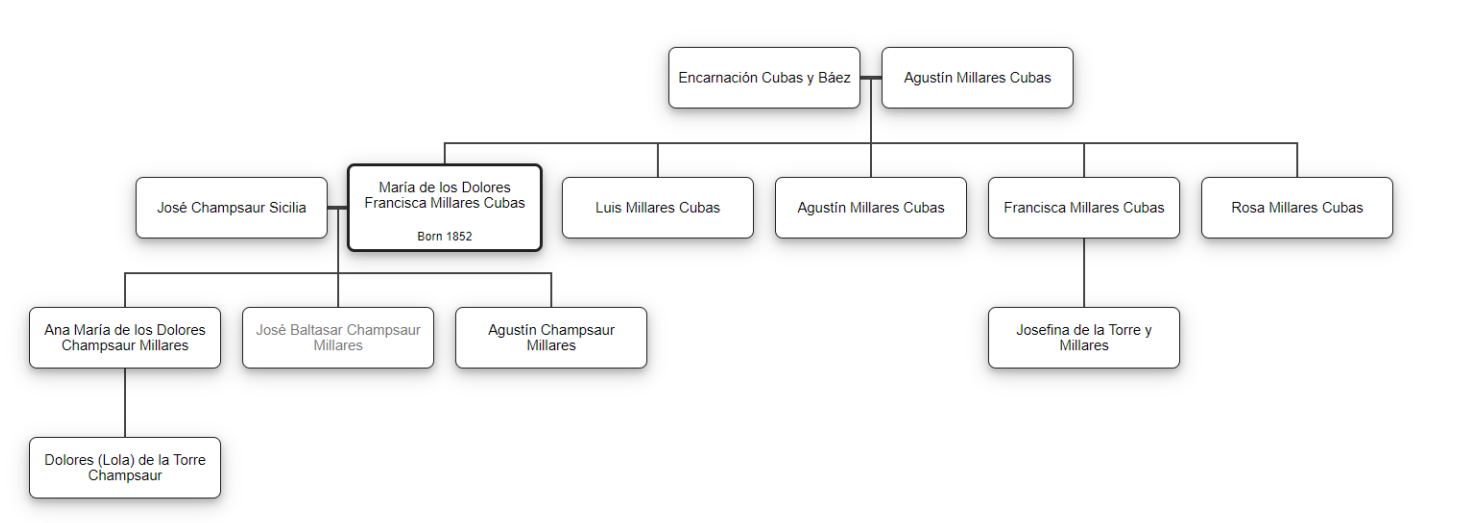
Árbol genealógico de Dolores Millares Cubas

Frente a su familia, toda ella estuvo caracterizada por estar bien formada en las artes y las letras (además de las ciencias por y gracias a su padre), estando formada esta por una gran cantidad de hermanos, entre los que destacan Agustín y Luis, el tándem literarios "los hermanos Millares”. Dolores también es tía de Josefina de la Torre Millares, la poetisa, actriz y cantante vinculada con la Generación del 27, perteneciente a Las Sinsombrero.
Gracias a su nieta, Lola de la Torre Champsaur, ejerciendo de investigadora al recopilar documentación sobre su abuela, se recuperaron gran parte de sus datos y salió Dolores del olvido en el que su figura había estado tras su muerte.
A los 21 años se casó con José Champsaur Sicilia y se trasladó a Barcelona, para dedicarse por completo a la vida doméstica, teniendo su primer hijo: José Baltasar Champsaur Millares (desapareció en el mar durante el verano de 1893, frente a la ermita de San Telmo, Las Palmas de Gran Canaria). Entró, con esto, del mundo cultural y parcialmente de nuevo en la escritura, aunque no completamente. Además de ello, mantenía correspondencia con su familia e incluso enviaba libros que había leído (encargados por su padre) con el objetivo de aumentar la biblioteca familiar. En Barcelona también escribió un poema: Ecos de otros mundos, donde representaba la soledad que sentía por estar lejos de su isla.
Fue en Barcelona donde Dolores se encontró con la comunicación con el “más allá”, el espiritismo. Fue ella inquieta sobre el tema y hasta asistió a sesiones de espiritismo, practicando este y siendo conocida como médium. Todo ello le proporcionó las fuerzas necesarias para escribir, lejos de su isla y en un contexto en el que no estaba bien visto que una mujer con un hijo no se encargara únicamente al cuidado del hogar.
Regresa a Gran Canaria a finales de 1877, tras terminar su marido la carrera de Medicina. Meses más tarde nace su segundo hijo, Agustín Champsaur Millares. Dolores Millares falleció dos meses después del nacimiento de su hija Dolores Champsaur Millares, el 26 de mayo de 1880, por diversas complicaciones derivadas del parto de su hija, que había nacido en abril. La inesperada muerte de Dolores produjo tristeza en la familia, especialmente en su padre, debido a que este depositó el futuro de todos sus trabajos en su hija.
“Privada la Sociedad de que uno de sus más ilustres individuos, el Sr. Don Agustín Millares, tomase parte en la inauguración de sus veladas a causa de la grave enfermedad de una de sus apreciables hijas, la Sra. Doña Dolores Millares de Champsaur, ha tenido nuestro amigo y estimable compañero la desgracia de perderla para siempre en la tarde del 26 del pasado mayo, en los momentos en que había renacido en los corazones de todos los que conocían y apreciaban las bellas cualidades de la infortunada joven, la halagüeña esperanza de una pronta mejoría. La Redacción de El Museo Canario se asocia a su dolor y lamenta su infortunio” número 7 y 8 de la revista El Museo Canario, el 7 de junio de 1880, página 195.

## Contexto histórico
La vida de Dolores Millares transcurrió en una época de disturbios políticos, de profundos cambios sociales e ideológicos. En Barcelona vive los últimos episodios de la tercera guerra carlista, que menciona en alguna de sus cartas: “La guerra civil está a punto de concluirse y probablemente se habrá concluido cuando usted reciba esta carta” menciona Dolores en una de ellas.
En el contexto grancanario se presentan, a finales del siglo XIX, tres procesos históricos que aportarán cohesión a la sociedad: el uso de los puertos grancanarios para la expansión colonial europea, como ya sucedía desde la época de Cristóbal Colón; la división provincial entre Tenerife y Gran Canaria en 1927; y la pérdida de las últimas colonias de ultramar españolas por parte de España.
Se produce un renacer económico en Canarias debido al comercio y a la popularización de la isla como destino vacacional (de descanso y de salud, con un clima muy benigno), lo que produjo la creación de los primeros hoteles vacacionales.
Frente al contexto español, Dolores vivió mayoritariamente en el período de reinado de Isabel II de Borbón. Se aplicó la Constitución de 1845 en ese mismo año, durando todo el reinado de Isabel II, con carácter conservador. Tras el fin del reinado de Isabel II tuvo la oportunidad de vivir la revolución liberal, el Sexenio Revolucionario (por el Pacto de Ostende) y la aplicación de la Constitución de 1869 (la primera constitución democrática en España).
El Sexenio Democrático que, como su propio nombre indica, duró seis años desde septiembre de 1868 (hasta 1874). Fue un período revolucionario de fuertes cambios, siendo uno de los más importantes la finalización temporal del control de la monarquía y el inicio de la democracia mediante la soberanía nacional y el sufragio universal.
Esta etapa tuvo la inestabilidad (por la lucha contra la independencia de las colonias americanas de Cuba y Puerto Rico y la guerra contra los carlistas) y la conflictividad social (conflicto con los republicanos y contra el alza de los frustrados obreros y campesinos que produjo revuelo) como características prominentes. También se tuvo una crisis económica y una crisis social debido a la represión de la oposición al modelo político del momento (debe recordarse que el gobierno, en estos momentos, estaba presidido por espadones, generales militares), produciéndose malestar y corrupción generalizados además de un aumento en los pronunciamientos militares (esto por la autonomía militar que se había adquirido en el ejército del momento).
Durante este período se buscó un nuevo monarca para que ocupara el trono, escogiéndose a Amadeo de Saboya. La elección de este monarca aumentó las tensiones entre el gobierno y los republicanos, lo cual empeoró la situación social.
La abdicación del trono de Amadeo I debido a los problemas encontrados en el Estado durante su reinado fue causante de la creación de la Primera República española, aunque esta fue rápidamente terminada debido a los obstáculos encontrados y a que fue anticonstitucional (dos cuerpos colegisladores del Estado no podían deliberar conjuntamente, lo que quiere decir que las dos cámaras, Senado y Congreso de los Diputados, no pueden reunirse), creando un período en el que no se siguió la Constitución.
En diciembre de 1874 el pronunciamiento del general Martínez Campos puso fin a la República y al Sexenio Democrático proclamando rey a Alfonso XII, hijo de Isabel II. Esto comenzó el reinado de Alfonso XII y a la restauración del poder monárquico en España, siendo este hecho apoyado por una gran parte de los ciudadanos.